# Burg Nienburg
Die Burg Nienburg ist eine ehemalige Wasserburg in einem Wald östlich des Ennigerloher Ortsteils Ostenfelde im Kreis Warendorf in Nordrhein-Westfalen.

## Geschichte
Die Wasserburg, im 14. Jahrhundert als „castrum tor Horst“ genannt, wurde 1422 als bischöfliches Lehen neu („Nygeborg“) erbaut. Besitzer waren die Edelherren von der Lippe bis 1358, dann folgte ein Herr zur Horst, 1422 Hermann von Ostenfelde, 1481 Jaspar von Oer auf Haus Geist, 1494 Lüdeke Vincke von Ostenfelde, 1510 Anna von Landsberg, Frau des Fröndt Droste zu Erwitte, dadurch kamen die Droste zu Erwitte 1540 in den Besitz der Nienburg. 1557 Johan von Drost, 1595 Dietrich von Droste und 1622–1638 Johann Eberhard Droste. Dieser war sehr reich und der damalige Besitzer Adolf von Nagel Eigentümer der Loburg, der Keuschenburg war arg in Schulden geraten. Er lieh sich vom Johann Eberhard Droste Geld, um seine Schulden zu tilgen, dachte aber nicht daran, diese zurückzuzahlen. Also nahm Johann Eberhard Droste Keuschenburg in rechtmäßiges Pfand. Damit war der in Vornholz ansässige Dietrich Hermann von Nagel, ein Verwandter von Adolf von Nagel, nicht einverstanden. Als Generalwachtmeister des Fürstbischof Christoph Bernhard von Galen überzog er Johann Eberhard Droste, worauf dieser schuldig gesprochen wurde. Zwar legte dieser eine Revision am Reichskammergericht in Speyer ein, das daraufhin den Prozess aussetzte, was jedoch zunächst folgenlos blieb. Johann Eberhard Droste wurde am 26. April 1675 verhaftet und am 7. August 1675 wurde die Nienburg auf Befehl des Fürstbischofes Christoph Bernhard von Galen durch die Soldaten des Dietrich Hermann von Nagel zerstört. 1685 wurde Johann Eberhard Droste die Keuschenburg und die Nienburg als Eigentümer wieder zugeschrieben. Am 1. November 1697 kaufte ebenfalls ein Verwandter Christoph Bernhard von Nagel die Keuschenburg und die zerstörte Burg Nienburg „dem seligen Herrn von Droste zu Nienborg“ ab.

## Beschreibung
Der Burgrest befindet sich an einem Wanderweg versteckt in einem sumpfigen Waldstück und zeigt heute noch den Stumpf des einstigen Bergfrieds sowie Wassergräben.
Auf der von einer doppelten Gräfte umgebenen, 22 × 15 m großen Hauptinsel steht ein 5 m hoch erhaltener Bergfried mit den Maßen 6,5 × 8,5 m. Auf den vier Vorburgen standen weitere Gebäude, vermutlich Fachwerkbauten, von denen am Anfang des 20. Jahrhunderts noch Reste zu sehen waren. Hier befand sich auch ein größeres Herrenhaus. Der Wasserzufluss zu den Gräften befindet sich im Südwesten.
Nach einer Sage soll hier ein Schatz vergraben sein, der von einem „kichernden und kettenrasselndem Teufel“ bewacht wird.